# Joseph Blaes
Arnold Joseph Blaes (Brussel, 1 december 1814 – aldaar , 11 januari 1892) was een Belgisch klarinettist.
Hij was zoon van klarinettist Pierre Blaes en Barbe Josephine Roobaert en was getrouwd met zangeres Elisa Meerti. Hij was in het bezit van de Leopoldsorde en genoot een staatspensioen.
Hij kreeg zijn eerste muzieklessen van zijn vader, die vroegtijdig overleed. Zijn voogd ontmoedigde zijn muzikantschap en zorgde ervoor dat hij al op 13-jarige leeftijd klerk werd bij het Ministerie van Financiën. Hij kon vervolgens met eigen geld aan het Conservatorium van Brussel studeren, docent was Georges Chrétien Bachmann In 1834 studeerde hij daar af met een eerste prijs en ging studeren in Parijs. Na die studie afgerond te hebben keerde hij terug naar Brussel en werd er eerste klarinettist aan het hof. In 1839 gaf hij een aantal concerten in Parijs en kreeg daarvoor een eremedaille van het conservatorium. Er volgden optredens in Nederland (1841, met name in Den Haag), het Verenigd Koninkrijk (1841 en 1845), Rusland (1842 en 1847) en weer Frankrijk (1846). De krant Северная пчела (Engels: Northern Bee) zag in hem een gelijke van pianovirtuoos Franz Liszt en violist Niccolò Paganini. Na het concert in 1842 in Sint-Petersburg werd hem de plaats van hoofd van de legerfanfare aangeboden, een functie die hij twee jaar vasthield.
Al vanaf 1837 gaf hij klarinetlessen aan het Conservatorium van Brussel, hij zou dat tot 1871 blijven doen, vanaf 1842 als professor en opvolger van zijn leraar Bachmann. Van zijn hand verscheen een leerboek over klarinetspelen alsmede een autobiografie Herinneringen aan mijn artistieke leven (1888, Souvenirs de ma vie artistique).
Hij was voor langere tijd bevriend met de Russisch componist Aleksandr Dargomyzjski.
- Gemeinsame Normdatei: 1197243321
- MusicBrainz: d40fa054-5e13-42e2-a276-65f9c4624463
- Virtual International Authority File: 5628152744535527850006